# Henryk-Reyman-Stadion
Das Henryk-Reyman-Stadion, das bis März 2008 auch Wisła-Stadion oder Stadion an der Reymont-Straße genannt wurde, ist ein Fußballstadion im Stadtteil Czarna Wieś der polnischen Stadt Krakau, Woiwodschaft Kleinpolen, im Süden des Landes. Es ist die Heimspielstätte der Fußballvereine Wisła Krakau und seit 2018 (vorübergehend) Garbarnia Krakau. Es ist nach dem ehemaligen Krakauer Fußballspieler Henryk Reyman (1897–1963) benannt.

## Geschichte
Das ursprüngliche Stadion wurde von 1904 bis 1914 erbaut. 1954 wurde es neu errichtet. Mittlerweile fasst es, nach einem Umbau von 2004 bis 2011, 33.130 Zuschauer. Die Rekordzuschauerzahl von 45.000 Besuchern wurde in einer Partie der 1. Runde im UEFA-Pokal 1976/77 am 29. September 1976 gegen den schottischen Club Celtic Glasgow (2:0) erzielt. Der Rekord nach dem Umbau in den 2000er Jahren liegt bei 33.027 Besuchern. Die Bestmarke wurde am 6. Juni 2016 bei dem Freundschaftsspiel vor der Fußball-Europameisterschaft zwischen Polen und Litauen (0:0) aufgestellt.

## Lage des Wisła-Stadions
Das Wisła-Stadion liegt in Czarna Wieś, drei Kilometer vom Hauptmarkt, nur durch die Błonia-Wiesen, eine 48 ha große Grünfläche, vom Józef Piłsudski Cracovia-Stadion getrennt, das vom Erzrivalen KS Cracovia genutzt wird. Im Cracovia-Stadion fand am 2. April 2005 eine spontane Messe mit ungefähr 30.000 Teilnehmern statt. Der Grund hierfür war der Tod von Papst Johannes Paul II. Der Haupteingang zum Stadion ist über die „Reymont-Straße“ erreichbar. An dieser Straße befindet sich das komplette Vereinsgelände von Wisła Krakau. Auf dem Vereinsgelände findet man ein Vereinshotel, zwei Sporthallen, ein Freiluftschwimmbad, zwei Läden mit Andenken und Eintrittskarten (Basketball und Fußball) und das vereinseigene Restaurant „u Wiślaków“ (bei den Wislanern). Von der „Reymont-Straße“ hat man Zugang zu den Sektoren (Trybuna) A, B, C und D. Über die „Straße des 3. Mais“, die sich gegenüber der „Reymont-Straße“ befindet, wird der „Sektor E“ von den Zuschauern betreten. Dies ist die Tribüne, die als erstes im Rahmen der Modernisierung gebaut worden war.

## Modernisierung von 2004 bis 2011
Im November 2004 begann die Modernisierung des Stadions. Die Kosten hierfür wurden von der Stadt Krakau übernommen. Die erste Phase des Umbaus dauerte knapp ein Jahr und umfasste den Bau einer neuen überdachten Tribüne hinter einem Tor, die für etwa 5600 Zuschauer einen Sitzplatz bietet. In der zweiten Phase des Umbaus wurde eine überdachte Tribüne hinter dem anderen Tor errichtet, welche ebenfalls Platz für ca. 5600 Menschen bietet. Auf dieser Tribüne befindet sich ein aus den Sitzen geformter weißer Stern in rot-blauem Hintergrund, welcher das Symbol des Vereins Wisła Krakau ist. Im Inneren der Tribüne befindet sich ein Vereinsmuseum. In der dritten Phase wurde ein rundes Pressegebäude in einer Ecke des Stadions errichtet, welches im Frühjahr 2008 fertiggestellt wurde. Die Phasen 4 und 5 bildeten den Bau der zwei Tribünen entlang des Spielfeldes. Eine Tribüne hat 12.000 Sitzplätze auf zwei Rängen. Diese Tribüne wurde an der Stelle der Haupttribüne gebaut. Die Bauarbeiten wurden am 15. Oktober 2011 abgeschlossen. Das Stadion war als Reserveaustragungsort für die Europameisterschaft 2012 geplant.

## Kapazitäten
Gesamtkapazität (inklusive V.I.P.-Plätze): 33.130 Sitzplätze
- Trybuna A: 2506 Sitzplätze
- Trybuna B: 1686 Sitzplätze
- Trybuna C: 5798 Sitzplätze
- Trybuna D: 1873 Sitzplätze
- Trybuna E: 8787 Sitzplätze
- Trybuna F: 1875 Sitzplätze
- Trybuna G: 5451 (inklusive der Gästeblocks G4 und G5 – 2043 Sitzplätze)
- Trybuna H: 2508 Sitzplätze
- Behindertengerechte Plätze: 50 (auf Trybuna E)
- Presseplätze: 241 (auf Trybuna A)
- RTV-Plätze: 120

- Flutlicht: 2000 Lux Beleuchtungsstärke
- Spielfeldmaße: 105 × 72 m
- Rasenheizung: seit 2003